# Джокатойо
Джокатойо (фр. Giocatojo, корс. Ghjucatoghju) — коммуна во Франции, находится в регионе Корсика. Департамент коммуны — Верхняя Корсика. Входит в состав кантона Казинка-Фумальто. Округ коммуны — Бастия.
Код INSEE коммуны — 2B125.

## Население
Население коммуны на 2008 год составляло 47 человек.
| 1962 | 1968 | 1975 | 1982 | 1990 | 1999 | 2008 |
| ---- | ---- | ---- | ---- | ---- | ---- | ---- |
| 38   | 69   | 47   | 41   | 32   | 49   | 47   |

## Экономика
В 2007 году среди 22 человек в трудоспособном возрасте (15—64 лет) 17 были экономически активными, 5 — неактивными (показатель активности — 77,3 %, в 1999 году было 55,2 %). Из 17 активных работали 16 человек (13 мужчин и 3 женщины), безработным был 1 мужчина. Среди 5 неактивных 1 человек был пенсионером, 4 были неактивными по другим причинам.

## Фотогалерея

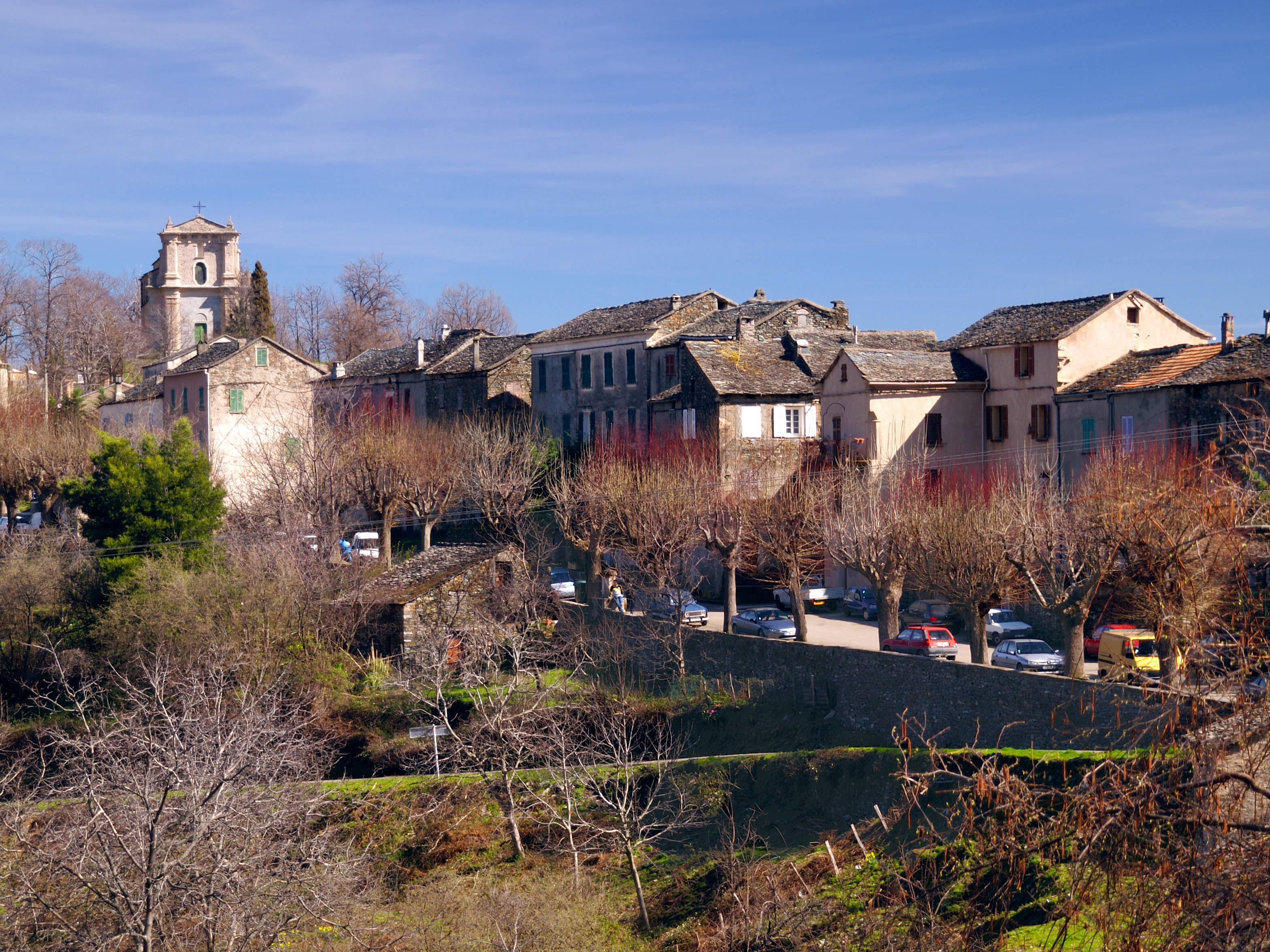
Джокатойо
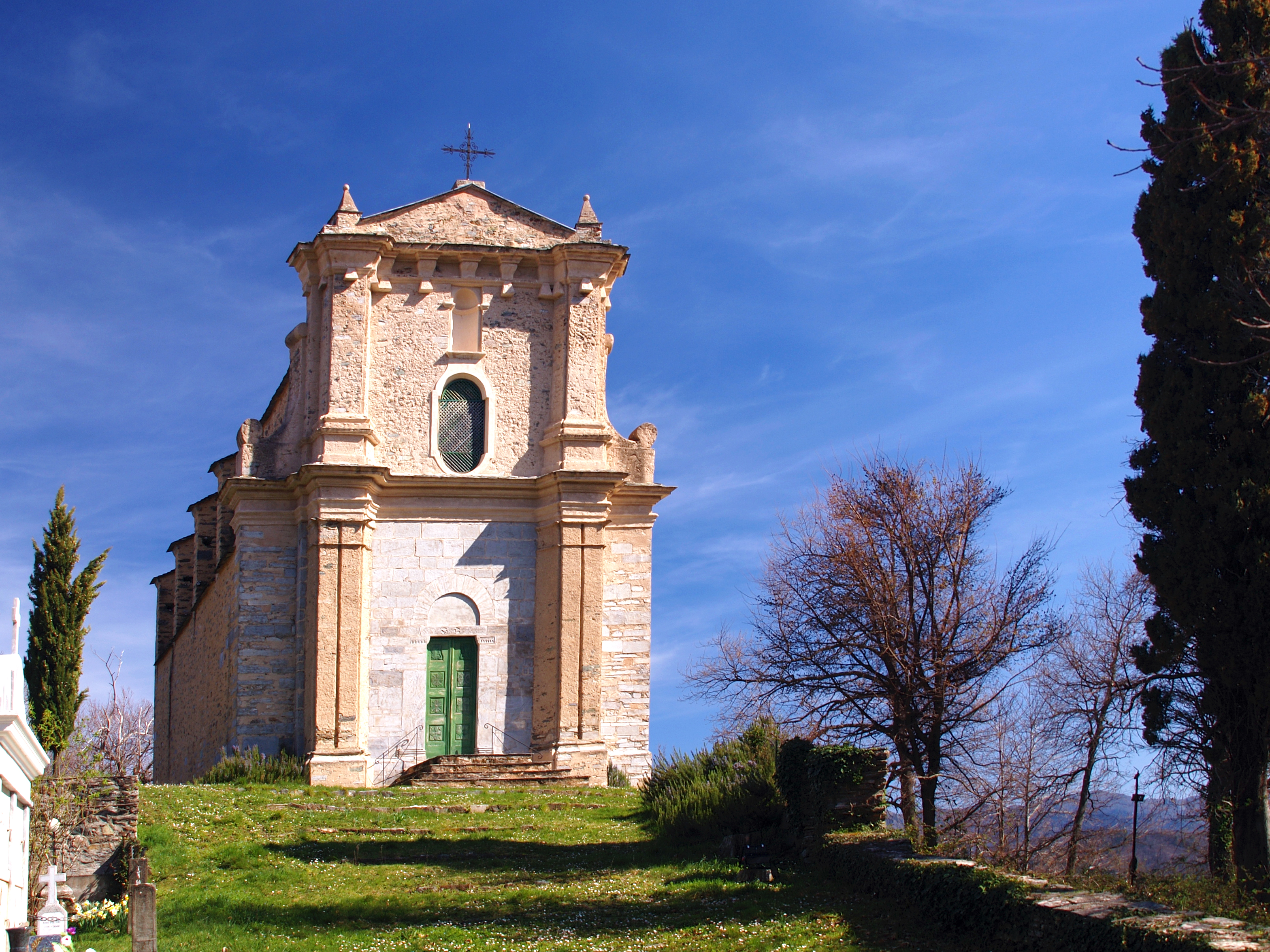
Церковь San Quilico
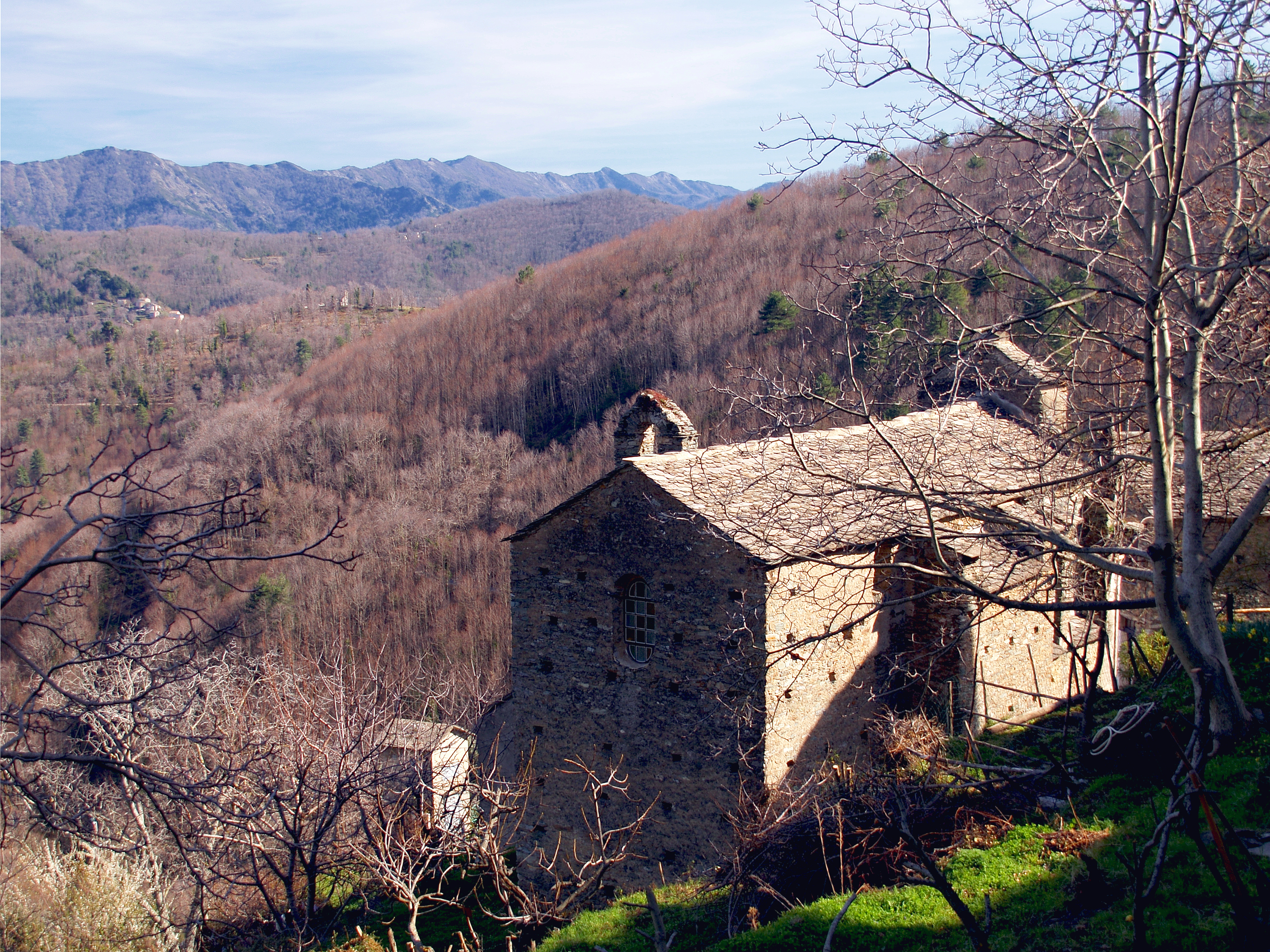
Часовня